# Zaur Kuramagomedov
Zaur Kuramagomedov (ryska: Заур Исматулаевич Курамагомедов), född 30 mars 1988 i Kabardinien-Balkarien, är en rysk brottare som tog OS-brons i fjäderviktsbrottning vid de grekisk-romerska OS-brottningstävlingarna 2012 i London.